# Арташен
Арташе́н (арм. Հարթաշեն)  — село в Армении, Ашоцком районе Ширакской области. С октября 2016 года входит в состав общины Сарапат .
Рядом с селом находится мегалитический памятник, состоящий из рядов базальтовых камней длиной около 700 м.

## География
Арташен находится примерно в 33 километрах к северо-западу от города Спитак.

## Экономика
Население занимается скотоводством и земледелием.